# Juan Báez
Juan Ramón Báez Mauriño (* 14. April 1935 in Santurce; † 25. Januar 2022) war ein puerto-ricanischer Basketballspieler.

## Karriere
Juan Báez wurde als sechstes von neun Kindern von Andrés Báez und Sisa Mariño geboren. Er besuchte die Escuela Modelo de San Juan, wo er mit dem Basketballspielen begann. 
1953 wurde er von Cardenales de Río Piedras verpflichtet. Bereits in seinem dritten Spiel stand er in der Startaufstellung des Klubs. Von 1955 bis 1957 gewann er mit dem Team drei Meisterschaften. 1957 wurde er zum MVP der Liga ernannt und war mit 394 Punkten in 16 Spielen erfolgreichster Scorer. 
1957 zog Báez nach Spanien, um dort zu Studieren. Dort schloss er sich Real Madrid an und konnte mit den königlichen 1958 und 1960 die Spanische Meisterschaft gewinnen. 
Mit der puerto-ricanischen Nationalmannschaft gewann Báez bei den Panamerikanischen Spielen 1959 die Silber- und 1963 die Bronzemedaille. Zudem siegte er mit dem Team bei den Zentralamerika- und Karibikspielen 1962 und 1966 und nahm an den Olympischen Spielen 1960 und 1964 teil. 
Am 13. Juni 1969 bestritt Báez sein letztes Spiel und war fortan auf regionaler Ebene als Trainer tätig. Am 20. Januar 2007 wurde er mit der olympischen Ehrenmedaille des Landes ausgezeichnet. 

## Privates
Báez war mit Irma Hernáiz verheiratet. Das Paar hatte drei Kinder. Am 8. März 2006 hatte Báez einen Unfall und war fortan von der Hüfte abwärts gelähmt. Am 26. Januar 2022 starb er im Alter von 86 Jahren an einem Herzinfarkt.